# Trey Gowdy
Harold Watson "Trey" Gowdy, född 22 augusti 1964 i Greenville, South Carolina, är en amerikansk republikansk politiker. Han representerade South Carolinas fjärde kongressdistrikt i USA:s representanthus 2011–2019.
Gowdy utexaminerades 1986 från Baylor University och avlade 1989 juristexamen vid University of South Carolina. Därefter arbetade han som advokat.
Gowdy besegrade sittande kongressledamoten Bob Inglis i republikanernas primärval inför mellanårsvalet i USA 2010. Gowdy vann sedan själva kongressvalet med omval 2012.
Den 31 januari 2018, meddelade Gowdy att han inte skulle söka omval år 2018.